# 벱스인

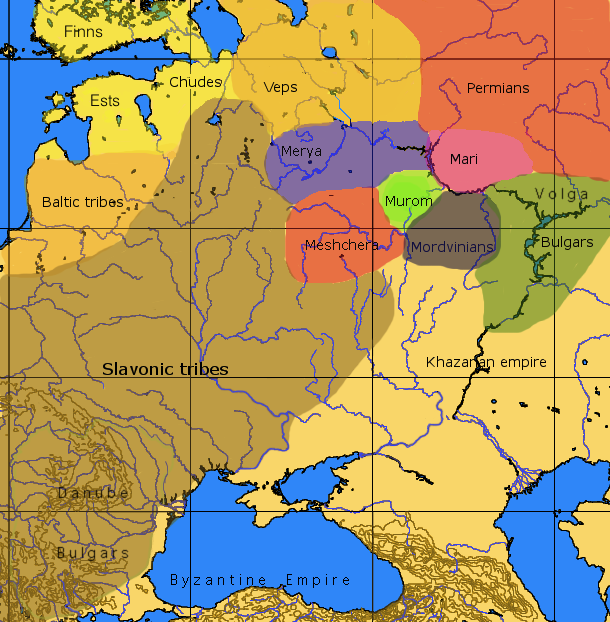
9세기 경의 벱스인 부족의 분포를 보여주는 지도

벱스인(Veps) 또는 베프시아인(Vepsians)은 벱스어를 사용하는 핀계 민족이다. 카렐리야 공화국의 라도가호, 오네가호(Äänisjärv)와 백호(Valgjärv, Белое Озеро), 레닌그라드주의 오야티 강과 볼로그다주 일부에서 이들이 거주한다.
벱스인들을 가리키는 단어는 매우 다양한데 vepslaine, bepslaane, 북부 방언과 남서부 방언 및 오네가호 주변에서는 ludi, ludilaine라고 부른다. 초기 키예프 루스에서는 이들을 "весь" (베스)라고 불렸다.
2002년의 인구 조사에 따르면 러시아에 8,240명의 벱스인들이 살고 있다. 러시아 밖의 벱스인들 중에 281명이 우크라이나에 거주하고 11명이 벱스어를 사용한다. (2001년의 우크라이나 조사)